# Aframomum
Aframomum är ett släkte av enhjärtbladiga växter. Aframomum ingår i familjen Zingiberaceae.

## Bildgalleri

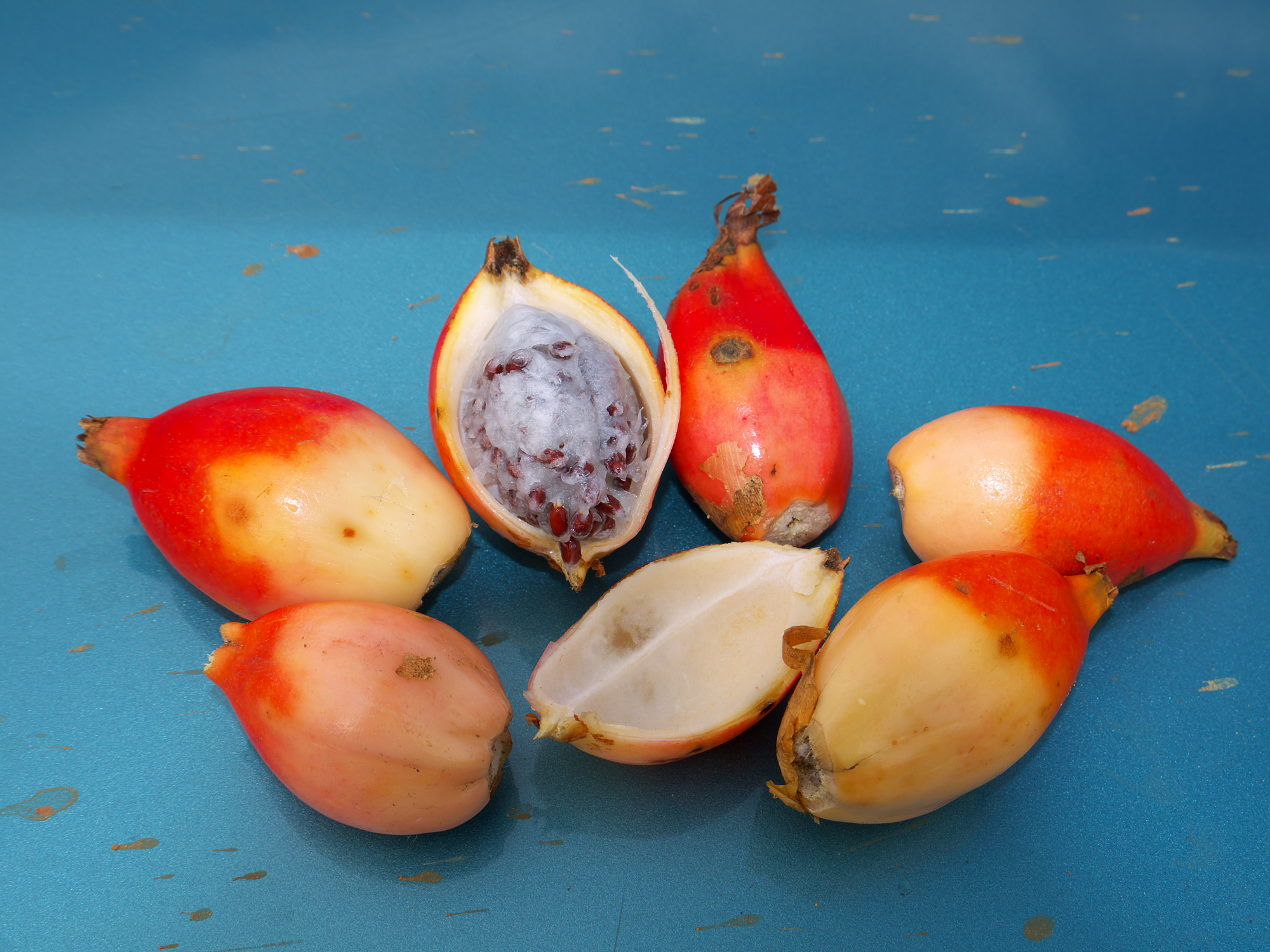

## Dottertaxa tillAframomum, i alfabetisk ordning[1]
- Aframomum albiflorum
- Aframomum alboviolaceum
- Aframomum alpinum
- Aframomum amaniense
- Aframomum angustifolium
- Aframomum arundinaceum
- Aframomum atewae
- Aframomum aulacocarpos
- Aframomum cereum
- Aframomum chrysanthum
- Aframomum citratum
- Aframomum colosseum
- Aframomum cordifolium
- Aframomum corrorima
- Aframomum daniellii
- Aframomum elegans
- Aframomum elliottii
- Aframomum exscapum
- Aframomum flavum
- Aframomum geocarpum
- Aframomum giganteum
- Aframomum kayserianum
- Aframomum laurentii
- Aframomum laxiflorum
- Aframomum leptolepis
- Aframomum letestuanum
- Aframomum limbatum
- Aframomum longiligulatum
- Aframomum longipetiolatum
- Aframomum longiscapum
- Aframomum luteoalbum
- Aframomum makandensis
- Aframomum mala
- Aframomum mannii
- Aframomum melegueta
- Aframomum mildbraedii
- Aframomum orientale
- Aframomum pilosum
- Aframomum polyanthum
- Aframomum pruinosum
- Aframomum pseudostipulare
- Aframomum rostratum
- Aframomum sceleratum
- Aframomum singulariflorum
- Aframomum spiroligulatum
- Aframomum stanfieldii
- Aframomum strobilaceum
- Aframomum subsericeum
- Aframomum sulcatum
- Aframomum thonneri
- Aframomum uniflorum
- Aframomum verrucosum
- Aframomum wuerthii
- Aframomum zambesiacum